# Semin (Gunungkidul)
Semin ist ein Distrikt (Kecamatan) im Regierungsbezirk (Kabupaten) Gunungkidul der Sonderregion Yogyakarta im Süden der Insel Java. Der Kecamatan ist der nordöstlichste im Kabupaten und zählte Ende 2021 57.856 Einwohner auf 83,88 km² Fläche.

## Geographie
Semin hat folgende Kecamatan als Nachbarn:
| Richtung0000 | Name Kec.  | Kabupaten   | Provinz     |
| Westen       | Ngawen     | Gunungkidul | DIY         |
| Norden       | Weru       | Sukoharjo   | Zentraljava |
| Osten        | Manyarin   | Wonogiri    | Zentraljava |
| Südosten     | Eromoko    | Wonogiri    | Zentraljava |
| Süden        | Ponjong    | Gunungkidul | DIY*        |
| Südwesten    | Karangmojo | Gunungkidul | DIY*        |

* D.I.Yogyakarta

## Verwaltungsgliederung
Der Kecamatan (auch Kapanewon genannt) gliedert sich in zehn ländliche Dörfer (Desa, auch Kalurahan genannt):
| PUM-Code 1    | Desa        | Fläche (km²) | Bevölkerung zur Volkszählung 2 | Bevölkerung zur Volkszählung 2 | Bevölkerung zur Volkszählung 2 | Bevölkerung zur Volkszählung 2 | Bevölkerung zur Volkszählung 2 | Bevölkerung zur Volkszählung 2 | Padu- kuhan 4 | RW/ RT 5 |
| PUM-Code 1    | Desa        | Fläche (km²) | 002000                         | 002010                         | Männer                         | Frauen                         | 002020                         | Dichte 3                       | Padu- kuhan 4 | RW/ RT 5 |
| ------------- | ----------- | ------------ | ------------------------------ | ------------------------------ | ------------------------------ | ------------------------------ | ------------------------------ | ------------------------------ | ------------- | -------- |
| 34.03.12.2001 | Kalitekuk   | 7,22         | 3.584                          | 3.471                          | 1.928                          | 1.936                          | 3.864                          | 535,2                          | 10            | 11/49    |
| 34.03.12.2002 | Kemejing    | 4,40         | 3.412                          | 3.061                          | 1.815                          | 1.795                          | 3.610                          | 820,5                          | 11            | 11/44    |
| 34.03.12.2003 | Bulurejo    | 4,11         | 3.450                          | 3.351                          | 1.789                          | 1.886                          | 3.675                          | 894,2                          | 7             | 7/34     |
| 34.03.12.2004 | Sumberejo   | 8,91         | 5.452                          | 5.450                          | 2.978                          | 3.012                          | 5.990                          | 672,3                          | 16            | 16/64    |
| 34.03.12.2005 | Bendung     | 4,96         | 3.727                          | 3.774                          | 2.185                          | 2.111                          | 4.296                          | 866,1                          | 9             | 9/36     |
| 34.03.12.2006 | Candirejo   | 11,12        | 6.712                          | 6.821                          | 3.688                          | 3.684                          | 7.372                          | 662,9                          | 9             | 10/55    |
| 34.03.12.2007 | Rejosari    | 9,52         | 5.049                          | 4.510                          | 2.571                          | 2.608                          | 5.179                          | 544,0                          | 15            | 15/65    |
| 34.03.12.2008 | Karangsari  | 9,38         | 5.556                          | 5.107                          | 2.804                          | 2.865                          | 5.669                          | 604,4                          | 13            | 13/72    |
| 34.03.12.2009 | Pundungsari | 7,28         | 3.927                          | 3.848                          | 2.297                          | 2.270                          | 4.567                          | 627,3                          | 10            | 10/49    |
| 34.03.12.2010 | Semin       | 12,02        | 9.360                          | 9.633                          | 5.493                          | 5.617                          | 11.110                         | 924,3                          | 16            | 19/89    |
| 34.03.12      | Kec. Semin  | 78,92        | 50.229                         | 49.026                         | 27.548                         | 27.784                         | 55.332                         | 701,1                          | 116           | 121/557  |

- Alternative Schreibweise einiger Dörfer (nach BPS): Sumber Rejo, Candi Rejo, Karang Sari und Pundung Sari

## Demographie
Grobeinteilung der Bevölkerung nach Altersgruppen (zum Zensus 2020)
| Altersgruppen | 00Männer | 00Frauen | zusammen |
| ------------- | -------- | -------- | -------- |
| 0 – 14        | 5.376    | 5.092    | 10.468   |
| 15 – 64       | 18.494   | 18.429   | 36.923   |
| 65+           | 3.678    | 4.263    | 7.941    |
| gesamt        | 27.548   | 27.784   | 55.332   |
| anteilig (%)  |          |          |          |
| 0 – 14        | 19,52    | 18,33    | 18,92    |
| 15 – 64       | 67,13    | 66,33    | 66,73    |
| 65+           | 13,35    | 15,34    | 14,35    |

### Bevölkerungsentwicklung
In den Ergebnissen der sieben Volkszählungen seit 1961 ist folgende Entwicklung ersichtlich:
| Einheit/Jahr     | 1961         | 1971         | 1980         | 1990         | 2000         | 2010         | 2020         |
| ---------------- | ------------ | ------------ | ------------ | ------------ | ------------ | ------------ | ------------ |
| Kec. Semin       | 42.907       | 47.489       | 48.046       | 48.844       | 50.229       | 49.026       | 55.332       |
| Anteil in %      | 7,50         | 7,67         | 7,29         | 7,50         | 7,49         | 7,26         | 7,41         |
| Kab. Gunungkidul | 571.823      | 619.117      | 659.486      | 651.004      | 670.433      | 675.382      | 747.161      |
| Sonderregion DIY | 00 2.231.062 | 00 2.487.177 | 00 2.750.025 | 00 2.912.611 | 00 3.120.478 | 00 3.457.491 | 00 3.66.8719 |